# Baygo jezik
Baygo jezik (ISO 639-3: byg), izumrli nilsko-saharski jezik, koji se nekada govorio u južnom Darfur, Sudan, u brdima istočno od Kube (Kubbi). Bio je srodan jeziku daju [daj] i pripadao zapadnoj daju podskupini.
Broj pripadnika etničke grupe Baygo iznosio je 850 (1978 GR).

## Vanjske poveznice
- Ethnologue (14th)
- Ethnologue (15th)